# トライアンフ (エンジン)
トライアンフとは、イギリスのメリデン・トライアンフ社が生産したオートバイのエンジン「T-120型」を基本に競走車用エンジンとしたものである。略称・愛称はトラ。実動期間は1950年～1993年9月30日。

## ダート時代

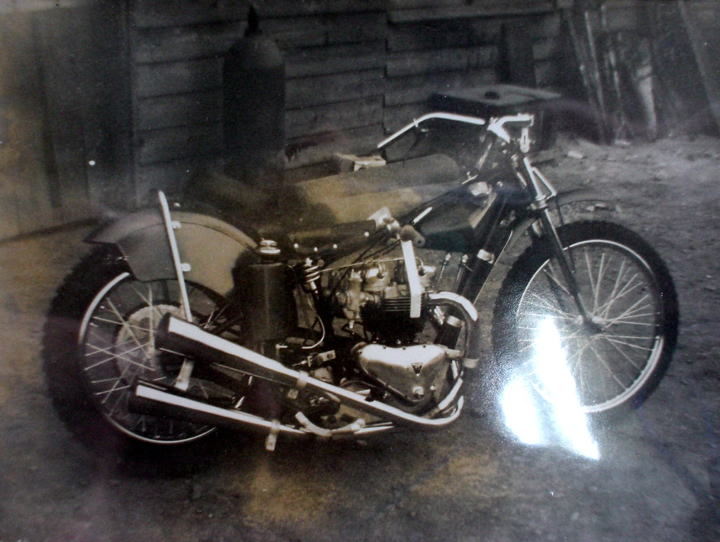
ダート時代のトラ搭載競走車

1950年、オートレースが誕生した時からトラは活躍していた。当初は様々な排気量・級別のエンジンが使用されていたが、やがて649ccのエンジンのみが重宝されるようになった。初めは馬力が高過ぎて乗りこなせないのではないかとまで言われたが、直線でその馬力を発揮し、大人気のエンジンとなった。
「オートの神様」と呼ばれた川口オートレース場所属の広瀬登喜夫（引退）、「ダートの鬼」と呼ばれた浜松オートレース場所属の岡部光男（引退）、そして船橋オートレース場→大井オートレース場所属のベテラン稲垣国光（引退）などがダート時代にトラ搭載の競技車で活躍した。
やがて、黎明期には30種以上使用されていたエンジンの中でもとりわけ人気の高いエンジンとなっていったのである。

## 舗装路時代
1967年～1968年の全オートレース場舗装路改修は、トラの圧倒的な人気に翳を落とすこととなった。余りにも馬力が高く、その持ち味を発揮できなかったからである。しかし、三角タイヤの採用により、トラ搭載競技車は従来の直線でのパワー以上に、コーナーでの安定性と出足のよさが評価され、再び首座に返り咲いた。以降トラは、オートレース界の覇者として長く君臨することとなる。
トラ最大の特徴はOHV二気筒エンジンであったことである。故障が少なく耐久性に優れ、分解整備の回数が少なく済む点で、選手のトラ志向に拍車を掛けた。一方で、整備が難解であることや、「単気筒からトラに乗り変わった選手は1～4開催は連絡みしない」と言われたほどに搭載車の操縦が難しく、乗りこなすには相当の時間がかかるなどの欠点もあった。

## トライアンフ社倒産後
1983年、メリデン・トライアンフ社が業績悪化に伴い倒産すると言う事態に陥った。この衝撃はオートレースを直撃することとなった。エンジンのみならず、部品に至るまで入手が困難になってしまい、選手によっては自ら海外に赴きパーツを買い付けるという事態が発生したのである。
1980年、メグロがトラをベースに改良を施し、部品などに互換性を持たせた2気筒エンジンメグロMR型を発表した。このエンジンは、トラを乗りこなせず再び単気筒エンジンに乗り戻った選手達に重宝され、1984年、SGを制覇するなどしたが、いまだ主流には至らなかった。また、トーヨーなど単気筒エンジン専門メーカーもSOHC2気筒エンジン（トーヨーVEX型など）を発表したが、いずれも大きな波にはならなかった。それほどにトラは選手達の信頼を集めていたのであるが、部品の入手困難やメグロの熟成により、次第に国産勢の波にのまれて行った。
1988年にHKSがニューフジ二気筒（HR652型）が発表されると、トラに乗る選手はこぞってニューフジ二気筒に乗り替えてしまった。圧倒的な馬力差にトラでは勝てないと判断したからである。そして、1993年10月のセア一斉乗り換えによって、トラは40年以上に及ぶ歴史に終止符を打ったのである。

## トラ全盛期に活躍した選手達

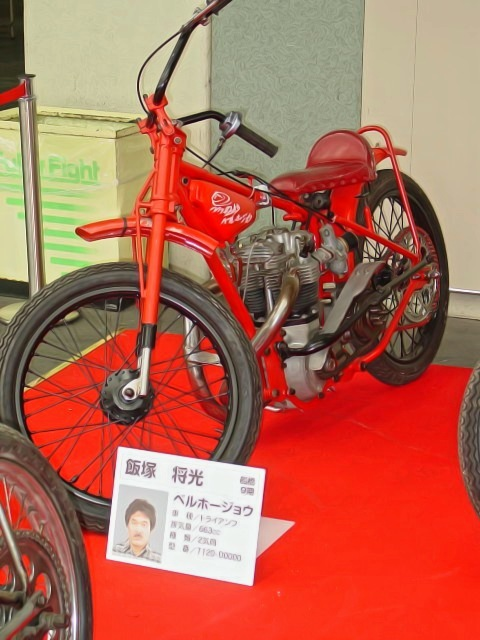
トラを搭載した競走車『ベルホージョウ』号

トラ全盛期に活躍した選手といえば、何と言っても「ミスター・オート」と呼ばれた飯塚将光（9期、船橋オートレース場所属、故人）である。トラ搭載競技車における外角走法（コーナーに突っ込む前に車を外に持ち出し、スピードを乗せるスタイル）を確立させ、主なタイトルの大半をトラで獲得したのである。
整備に関して言えば、桝崎正（飯塚オートレース場所属、引退）などが挙げられる。他にも且元滋紀（9期、川口オートレース場所属）など様々な選手が挙げられるだろうが、余りにも使用していた選手が多すぎるため、これと言って1人指名するのは難しい。それほどに、トラは多くの選手に愛されていた。

## 憧れの的「トラ」
トラは、多くのオートレース選手にとって憧れの的であった。しかし、1984年以降は入手が困難になったため、20期以降のほとんどの選手はトラ搭載の競走車に乗ることが出来なかった。
現在山陽オートレース場所属選手中のエースである岡部聡には2人の師匠がいる。地元山陽オートレース場所属の伊東隆美（7期、引退）が直接の師であるが、もう1人の師が上述した桝崎正であった。岡部の新人時代は2級車2年→1級車単気筒1年→1級車2気筒という乗り換わりで、単気筒エンジンで活躍するベテランレーサーも少なくなく、伊東もそんな選手の1人だった。しかし、岡部は何が何でもトラに乗りたかった。そこで、伊東に伺いをたて、伊東と同期で親交のあった桝崎の下へ越境で入門したのである。当時は休日にレース場外にエンジンを持ち出せたため、休みの日はほぼ毎日のように泊り込んでいたという。
1993年のセア一斉乗り換え直前の節で、川口オートレース場に異変が起こった。吉田幸司（21期、川口所属）が突然トラに乗り換えたのである。かねてから一度トラに乗りたかった吉田が、同じ川口オートレース場所属の敷地吉男（6期）所有のトラを1節だけ借りて出走したのである。吉田は燃料タンクにガムテープを貼り、黒いマジックで「パラドックス」と呼名を書き出走した。このように、多くの若手選手にとって、トラとはまさしく象徴的なマシンだったのである。
近年、SGレース開催中にイベント走行が行われており、広瀬登喜夫、柴山信行、酒井雅彦、山崎弘峰、松丸浩太郎、松本渉、岩田行雄、飯塚将光、片平巧、清水卓、岡部聡、久門徹らがデモランを行った。

## 諸元
| 型式      | トライアンフ T-120  |
| 冷却方式  | 空冷                |
| 気筒数    | 2                   |
| 弁機構    | OHV4サイクル2バルブ |
| 排気量    | 650cc               |
| 内径×行程 | φ71×82mm            |
| 最高出力  | 67ps/9000rpm        |
| 点火方式  | マグネトー          |